# Schwereanomalie

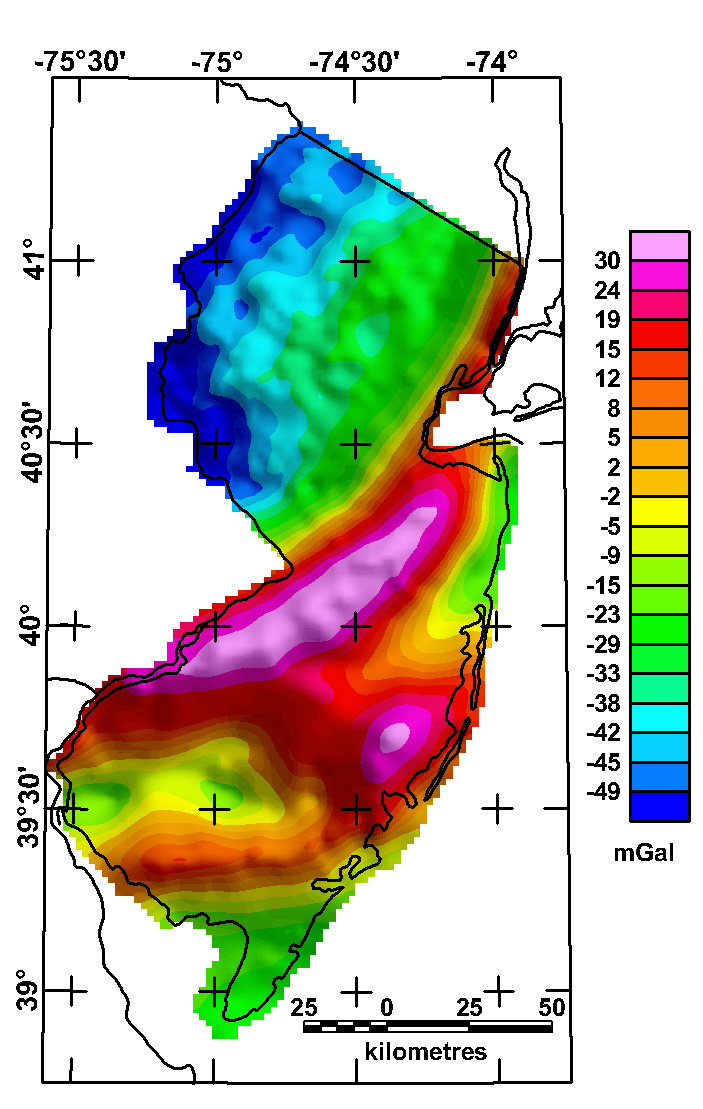
Bougueranomalie in New Jersey

Eine Schwereanomalie, auch als Gravitationsanomalie bezeichnet, ist die lokale Abweichung der Schwerebeschleunigung vom theoretischen Normalwert auf einer Referenzfläche, diese ist im Fall der Erde meist das Referenzellipsoid.

## Ursachen
Auf der Erde können die Schwereanomalien bis zu ±200 Milligal = ±0,2 Gal = ±0,002 m/s² erreichen, was 0,02 Prozent der mittleren Schwerkraft sind. Sie geben Aufschluss über Unregelmäßigkeiten der Massenverteilung im Untergrund, die mehrere Ursachen haben können:
1. ungleiche Tiefe der Erdkruste (siehe auch Isostasie)
2. veränderlicher Dichtekontrast zwischen Erdkruste und Erdmantel
3. unterschiedliche oder schief liegende Gesteine in der Erdkruste
4. Abweichung der Dichten von ihrem Durchschnittswert
5. Porenwasser und Einlagerung von Rohstoffen (Erze, Kohlenwasserstoffe).

Die beiden erstgenannten Phänomene bewirken langwellige (regionale) Anomalien, während die Aspekte 3–5 vor allem lokale Charakteristik haben.

## Ziele der Schweremessung
Die Messung von Schwereanomalien wird häufig zur Ortung von Lagerstätten genutzt. Sie ist auch ein Mittel, um die Tiefenstruktur der Erdkruste zu erforschen, wobei sie die Methoden der Geoseismik unterstützt.
Eine andere Anwendung ist die Geoidbestimmung – die Ermittlung der Niveauflächen des Erdschwerefeldes. Das Geoid weicht global um ±50 Meter (maximal 110 m) vom Erdellipsoid ab und kann durch gut verteilte Schweremessungen mit cm- bis dm-Genauigkeit bestimmt werden.
Hierfür und auch bei anderen Planeten kommt insbesondere die Satellitengeodäsie ins Spiel, bei der die Bahnen künstlicher Satelliten verfolgt werden, in denen sich die Schwereanomalien abgeschwächt widerspiegeln. Die dabei erforderliche Feldfortsetzung nach unten wird allerdings vom Umkehrproblem der Potentialtheorie eingeschränkt.
In flachen Ländern ist die Methode der Lagerstättenerkundung durch Schweremessungen mit Gravimetern besonders wirtschaftlich. Im Gebirge jedoch sind die Einflüsse des Geländes auf die Schwerkraft nur schwierig zu berücksichtigen. Daher sind dort seismische Verfahren zum Aufspüren unterirdischer Dichtevariationen günstiger.

## Korrekturen und Reduktionen der Messwerte
Bei Gravimetriemessungen wird die Schwerebeschleunigung gemessen. Der Messwert setzt sich aus folgenden Komponenten zusammen:
- Normalschwere: Berechnet aus Breitengrad und ellipsoidischer Höhe mit global angepassten Parametern.
- Gangkorrektur: Korrektur der zeitlich variablen Einflüsse auf gravimetrische Messungen, vor allem Instrumentendrift und Erdgezeiten.
- Breitenkorrektur: Korrektur der durch die geografische Breite verursachten Abweichung im Normalfeld. Siehe Internationale Schwereformel.
- Höhen- oder Freiluftreduktion: Korrektur der Abweichungen, die durch unterschiedliche Höhe über dem Meeresspiegel der Messungen hervorgerufen werden.
- Bouguerplatte: Korrektur der Schwerewirkung einer unendlich ausgedehnten Platte der Dicke h.
- Topografische Reduktion: Korrektur der lokalen Massenanziehung des Geländes (der Berge oder Täler); erfolgt mit einem digitalen Geländemodell.
- Anteil von Dichteinhomogenitäten im Untergrund.

In der Literatur finden sich unterschiedliche Bezeichnungen für die Korrekturen: so wird statt der Korrektur auch oft von einer Reduktion gesprochen (Gangreduktion, Bouguer-Reduktion / Bouguer’sche Plattenreduktion).

## Gebräuchliche Schwereanomalien

### Freiluftanomalie
Die Freiluftschwere wird ermittelt, in dem die gravimetrischen Messungen um den Höhenunterschied zu ihrer Referenzhöhe (z. B. Rotationsellipsoid) korrigiert wird (Freiluftkorrektur). Die Freiluftanomalie {\displaystyle \Delta g_{F}} ergibt sich als die Differenz zwischen diesem Feld und der Normalschwere der Referenzhöhe:
{\displaystyle \Delta g_{F}=g_{F}-g_{n}}
mit {\displaystyle g_{F}} der Freiluftschwere und {\displaystyle g_{n}} als Normalschwere. Sie ist die einfachste gängige Korrektur und wird verwendet, wenn eine schnelle erste Einschätzung der Schwereanomalien erforderlich ist oder wenn die Korrekturen für topografische Effekte vernachlässigbar sind.
Für die Erde entspricht die Freiluftkorrektur {\displaystyle \delta _{F}} in mGal – die Änderung der Fallbeschleunigung in Abhängigkeit vom Radius – etwa:
{\displaystyle \delta _{F}=-0{,}3086\cdot h}
das heißt Freiluftschwere {\displaystyle g_{F}} und -anomalie {\displaystyle \Delta g_{F}} können näherungsweise formuliert werden als:
{\displaystyle g_{F}=g_{m}+0{,}3086\cdot h}
{\displaystyle \Delta g_{F}=g_{m}+0{,}3086\cdot h-g_{n}}
mit {\displaystyle g_{m}} der gemessenen Schwere und {\displaystyle h} dem Höhenunterschied zwischen Messpunkt und Referenzniveau der Normalschwere.

### Bougueranomalie
Die Bouguer-Schwere wird gebildet, indem auf Höhe des Messniveaus das Gelände rechnerisch eingeebnet wird und die entstehende (im Prinzip unendlich ausgedehnte) Bouguer-Platte zwischen Messniveau und Bezugsniveau (z. B. Meeresspiegel) entfernt wird. Der Messpunkt wird auf das Bezugsniveau verschoben (je nach Anwendung auch umgekehrt, Freiluftkorrektur) und so ein Wert erzeugt, der in erster Näherung um die Topographie bereinigt ist. Wird von dieser Bouguer-Schwere {\displaystyle g_{B}} noch die Normalschwere {\displaystyle g_{n}} abgezogen, erhält man die sogenannte Bouguer-Anomalie {\displaystyle \Delta g_{B}}:
{\displaystyle \Delta g_{B}=g_{B}-g_{n}}
Um die Bougueranomalie zu erreichen, kann jedoch auch einfach die Freiluftanomalie mit der Bouguer-Korrektur {\displaystyle \delta _{Ba}} verrechnet werden:
{\displaystyle \Delta g_{B}=\Delta g_{F}-\delta _{Ba}}
Hierbei kann auch die Bouguer-Korrektur für eine ebene Platte in mGal angenähert werden, sodass sich ergibt:
{\displaystyle \delta _{Ba}=0{,}0419\cdot h\cdot \rho }
{\displaystyle \Delta g_{B}=g_{m}+0{,}3086\cdot h-g_{n}-0{,}0419\cdot h\cdot \rho }
mit {\displaystyle g_{m}} der gemessenen Schwere und {\displaystyle h} dem Höhenunterschied zwischen Messpunkt und Referenzniveau und der Dichte {\displaystyle \rho }.
An diesem Punkt wurde die Freiluftanomalie um eine ebene Platte zwischen der Messpunkthöhe und dem Referenzniveau korrigiert, oft als „einfache Bouguer-Korrektur“ bezeichnet, eine „komplette Bouguer-Korrektur“ umfasst noch eine topographische Korrektur {\displaystyle T} (Einebnung der Umgebung), außerdem wird je nach Anwendung häufig eine endliche sphärische Platte (Krümmung der Erde) mithilfe des Bullard-Terms {\displaystyle B} betrachtet:
{\displaystyle \Delta g_{B}=g_{m}+0{,}3086\cdot h-g_{n}-0{,}0419\cdot h\cdot \rho -B+T}

## Auswertung
Es gibt regionale und lokale Schwereanomalien. Die horizontale Ausbreitung einer Schwereanomalie wird häufig als Wellenlänge bezeichnet.
Lokale Schwereanomalien erstrecken sich nur auf kleine Bereiche, sie besitzen kurzwellige Anomalien. Ihr Ursprung sind meist flachliegende Dichteunterschiede.
Regionale Schwereanomalien dagegen erstrecken sich über weite Distanzen, sie besitzen langwellige Anomalien.
Diese beiden Anomalien können getrennt werden und ein mathematisches Modell des Untergrundes erzeugen. Jedoch sind diese Modelle nie eindeutig und müssen durch andere Untersuchungen (Bohrungen, seismische Messungen) untermauert werden.

## Beispiele
- Anomalie-T im Weddell-Meer[5]
- Mascons des Erdmondes
- Wilkesland-Krater in Antarktika
- Ivrea-Körper am Rand der Südalpen
- Münchberger Hochfläche in Nordbayern
- Das ausgeprägte Geoidtief im Indischen Ozean südlich von Indien bewirkt einen 100 m tiefer liegenden Meeresspiegel.[6]

## Optische Täuschungen
An bestimmten Orten kann es durch die Beschaffenheit des umliegenden Geländes zu einer optischen Täuschung kommen, die in dem subjektiven Eindruck resultiert, Körper (Flaschen, Autos etc.) bewegten sich ohne Antrieb bergauf – also entgegen der Schwerkraft. Diese Wahrnehmungsphänomene werden gelegentlich als Gravitations- oder Schwereanomalien bezeichnet, obwohl das nicht zutrifft.